# Manuel Pino
Manuel Pino Bedregal (Puno, 25 de diciembre de 1827 - Miraflores, Lima, 15 de enero de 1881), fue un abogado, jurista y político peruano.

## Biografía
Manuel Pino hizo sus estudios en el Colegio Nacional San Carlos de su ciudad natal. Ingresó a la Universidad Nacional de San Agustín de Arequipa para seguir estudios de derecho, obteniendo el grado de doctor en Jurisprudencia. 
Regresa a Puno para enseñar filosofía en el Colegio San Carlos y promover la creación de la Universidad de San Carlos hoy Universidad Nacional del Altiplano. Fue elegido en 1860 como diputado por la provincia de Puno ocupando ese cargo hasta 1866. En 1863 es promovido a un alto cargo en la Corte Superior, que ejercería hasta 1875. Fue vicerrector y luego rector de la Universidad de San Carlos.  También se desempeñó como subdirector de la Beneficencia en Puno.
En febrero de 1854 edita con gran éxito el periódico "El Puneño Libre". Su incursión en el periodismo lo hace corresponsal de otros diarios de Lima y del exterior.
En 1858, es elegido diputado por Puno, cargo en el que continúa durante la legislatura de 1862 a 1864.
A raíz del conflicto con Chile, participa como un simple soldado defendiendo su patria frente a los invasores, fallece en el campo de batalla el 15 de enero de 1881 en Miraflores.